# Overtones (album)
Overtones è il secondo album di Just Jack uscito nel 2007.

## Tracce
1. Writer's Block – 3:42
2. Glory Days – 3:39
3. Disco Friends – 3:00
4. Starz in Their Eyes – 4:55
5. Lost – 5:48 (Allsopp, Ralph Lamb, Andrew Ross)
6. I Talk Too Much (Allsopp, Ali Love) – 3:50 (US feat. Kylie Minogue), 4:16 (UK)
7. Hold On (Allsopp, Adam Phillips) – 2:24
8. Symphony of Sirens – 4:21
9. Life Stories – 3:52
10. No Time – 4:27
11. Mourning Morning – 4:06 (Allsopp, Jules Porreca)
12. Spectacular Failures – 13:10
13. Electrickery – 7:27 (US bonus track)